# Ivan Ivanovics Jaremcsuk
Ivan Ivanovics Jaremcsuk (ukránul: Іван Іванович Яремчук, oroszul: Иван Иванович Яремчук; Nagybocskó, Kárpátalja, Szovjetunió (jelenleg Ukrajnához tartozik), 1962. március 19. –) kárpátaljai származású szovjet, ukrán jobb oldali középpályás labdarúgó. A szovjet bajnokság első osztályában összesen 107 mérkőzésen szerepelt, és 10 gólt szerzett. Ebben az időszakban háromszor is felvették őt a ’’33 legjobb szovjet labdarúgó listájára’’ (ebből egyszer az 1. számú listára), és egy alkalommal az ukrán legjobbak közé. Háromszoros szovjet bajnok és kétszeres kupagyőztes. A Kupagyőztesek Európa-kupája és a szovjet szuperkupa győztese, és szerepelt az 1986–1987-es bajnokcsapatok Európa-kupája elődöntőjében is. Szovjet érdemes sportmester, a szovjet labdarúgó-válogatott tagjaként résztvevője volt az 1986-os és az 1990-es világbajnokságnak. Az 1986-os  válogatott csapatból 12 játékos, így Jaremcsuk is a kijevi Dinamóban játszott akkoriban. A vb első meccsén 6–0-ra letarolták az egyik fő esélyesnek kikiáltott magyar csapatot. Addig kevesen ismerték a nevét Magyarországon, de amikor a szovjet támadó középpályás a jobb szélen sorra megnyerte a párviadalokat a magyar hátvédekkel szemben, akkor már a legkisebbek is megtanulták, ki az a Ivan Jaremcsuk. Kárpátalja szimbolikus labdarúgó-válogatott csapatának örökös tagja. A labdarúgásban elért kimagasló teljesítményeiért Ukrajna államelnöke kitüntette őt a Szolgálati érdemérem harmadik fokozatával.

## Sikerei, díjai
Nemzetközi kupák
- Kupagyőztesek Európa-kupája
  - kupagyőztes: 1986
  - negyeddöntős: 1991
- Bajnokcsapatok Európa-kupája
  - elődöntős: 1987
- UEFA-kupa
  - nyolcaddöntős: 1990

 Szovjetunió
- Szovjet labdarúgó-bajnokság
  - bajnok (3): 1985, 1986, 1990
  - ezüstérmes: 1988
  - bronzérmes: 1989
- Szovjet szuperkupa
  - kupagyőztes: 1985, 1987
- Szovjet kupa
  - kupagyőztes (3): 1985, 1987, 1990
  - elődöntős: 1989
  - nyolcaddöntős (2): 1986, 1988
- ’’Szovjet sportmester’’ kitüntető cím: 1985
- ’’33 legjobb szovjet labdarúgó listája’’: 1985, 1986, 1989
- ’’33 legjobb ukrán labdarúgó listája’’: 1986
- ’’Szovjet érdemes sportmester’’ kitüntető cím: 1986
- ’’Szovjet nemzetközi sportmester’’ kitüntető cím: 1986

 Oroszország
- Orosz labdarúgó-bajnokság
  - 6. hely: 1994
- Orosz labdarúgókupa
  - negyeddöntős: 1994

 Kazahsztán
- Kazah labdarúgó-bajnokság
  - 4. hely: 1994

 Ukrajna
- Ukrán labdarúgó-bajnokság
  - bronzérmes: 1997
- Ukrán labdarúgókupa
  - negyeddöntős: 1997
- ’’Szolgálati érdemérem’’ 3. fokozata: 2004

## Ajánlott irodalom
- Fedák László. Kárpátalja a sporteredmények tükrében (43., 58. és 137. oldal). Ungvár: Karpati (1994) (ukránul)
- Krajnyanica Péter. A kárpátaljai labdarúgás története (93., 154. és 174. oldal). Ungvár: Karpati (2004) (ukránul)
- Mihalina László. Otthon minden kő megsegít… (101. oldal). Vác: Kucsák Könyvkötészet és Nyomda (2011)

## Fordítás
- Ez a szócikk részben vagy egészben  az   Iwan Jaremczuk című lengyel Wikipédia-szócikk ezen változatának fordításán alapul.  Az eredeti cikk szerkesztőit annak laptörténete sorolja fel. Ez a jelzés csupán a megfogalmazás eredetét és a szerzői jogokat jelzi, nem szolgál a cikkben szereplő információk forrásmegjelöléseként.